# Manolitj
Manolitj (bulgariska: Манолич) är ett distrikt i Bulgarien.   Det ligger i kommunen Obsjtina Sungurlare och regionen Burgas, i den östra delen av landet, 280 km öster om huvudstaden Sofia.
I omgivningarna runt Manolitj växer i huvudsak blandskog. Runt Manolitj är det glesbefolkat, med 18 invånare per kvadratkilometer.